# Donald Healey
Donald Mitchell Healey (3 de julio de 1898 - 15 de enero de 1988) fue un destacado diseñador de automóviles y piloto de rallies británico. Entre sus diseños más conocidos figuran los deportivos Nash-Healey y Austin-Healey 100.

## Primeros años
Nacido en Perranporth, Cornualles, era el hijo mayor de Frederick (John Frederick) y Emma Healey (de soltera Mitchell), donde eran propietarios de una tienda. Healey se interesó por la mecánica a una edad temprana, especialmente por los aviones, y estudió ingeniería mientras estaba en el Newquay College. Su padre le consiguió un puesto de aprendiz en la Sopwith Aviation Company en Kingston upon Thames, Surrey, compañía a la que se incorporó en 1914 mientras continuaba sus estudios de ingeniería en el Kingston Technical College. La empresa poseía unos cobertizos en el cercano aeródromo y circuito de carreras de Brooklands. Con apenas 16 años, antes del final de su aprendizaje, cuando comenzó la Primera Guerra Mundial se alistó como voluntario en el Real Cuerpo Aéreo (RFC), donde ganó sus "alas" como piloto. Participó en bombardeos nocturnos y sirvió en patrullas anti-Zeppelin y también como instructor de vuelo. Derribado por el fuego de la defensa antiaérea británica en una de las primeras misiones nocturnas de bombarderos de la guerra, y después de una serie de accidentes, sería relevado del RFC en noviembre de 1917 y pasó el resto de la guerra revisando componentes de aviones para el Ministerio del Aire. Después del Armisticio regresó a Cornualles, tomó un curso por correspondencia en ingeniería automotriz y abrió el primer garaje de Perranporth en 1920.
Donald Healey se casó con Ivy Maud James (fallecida en 1980) el 21 de octubre de 1921 y tuvieron tres hijos.

## Triumph

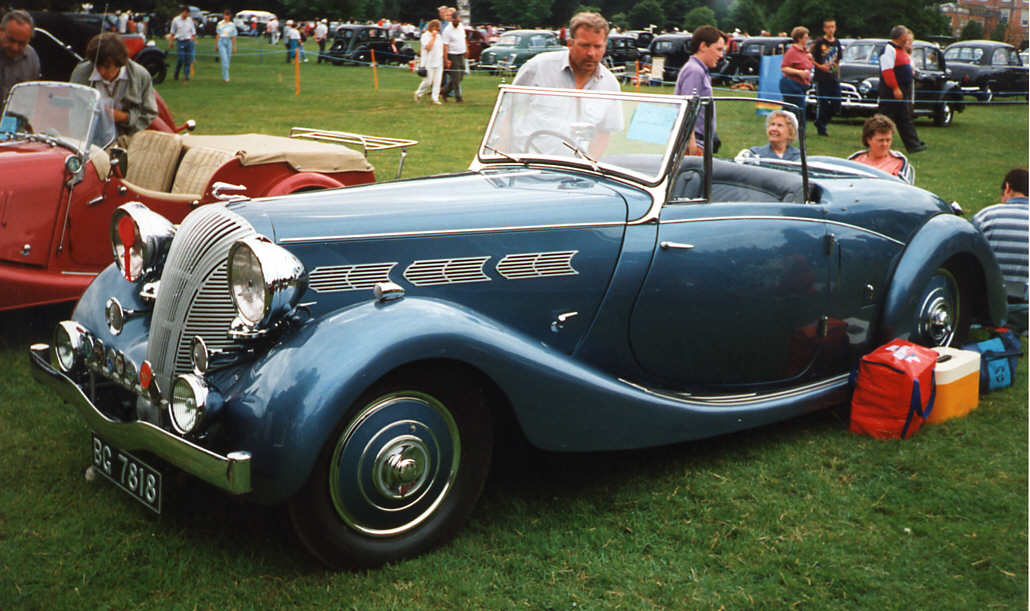
Triumph Dolomite

Healey encontró que la conducción de rallies y las carreras de motor eran más interesantes que su garaje y su negocio de alquiler de coches, y utilizó el garaje para preparar los coches para la competición. Se inscribió por primera vez en el Rally de Montecarlo en 1929, conduciendo un Triumph 7. Dos años después, en 1931, Donald Healey ganó el Rally de Montecarlo conduciendo un Invicta de 4½ litros y alcanzó el segundo puesto al año siguiente. Asentado como piloto de competición, vendió el negocio del garaje y se mudó a Midlands para trabajar para el fabricante de coches Riley, pero pronto se trasladó a Triumph Motor Company como director de pruebas. Al año siguiente, fue nombrado director técnico y responsable del diseño de todos los automóviles Triumph. Creó el Triumph Southern Cross y luego el Triumph Dolomite 8 de 1935, un deportivo con un motor de ocho cilindros en línea, después de su vencer en su clase, y quedar tercero en la general del Rally de Montecarlo de 1934 con un Triumph Gloria de su propio diseño. El año anterior, un tren destrozó su Dolomite en un paso a nivel en un día de niebla, salvándose milagrosamente Healey y su copiloto. Triumph entró en liquidación en 1939, pero Healey permaneció en las instalaciones como director de fábrica de H.M. Hobson, fabricando carburadores para motores de avión para el Ministerio de Abastecimiento. Más adelante, durante la Segunda Guerra Mundial, trabajó con Humber en vehículos blindados. Donald Healey estaba ansioso por comenzar a fabricar sus propios coches cuando terminase la guerra, y comenzó a proyectar una serie de deportivos con su colega y especialista en chasis Achille Sampietro.

## Donald Healey Motor Company
En 1945 formó con Sampietro y Ben Bowden la Donald Healey Motor Company Ltd, ubicando su negocio en un antiguo hangar de la RAF en Warwick. Sus primeros diseños fueron coches caros de alta calidad.

### Healey Elliot
El primer automóvil de Healey apareció en 1946, el Healey Elliot, una berlina con un motor Riley desarrollado por el Dr. J.N.H. Tait. Con este coche ganó los rallies alpinos de 1947 y 1948 y la clase turismos de las Mille Miglia de 1948.

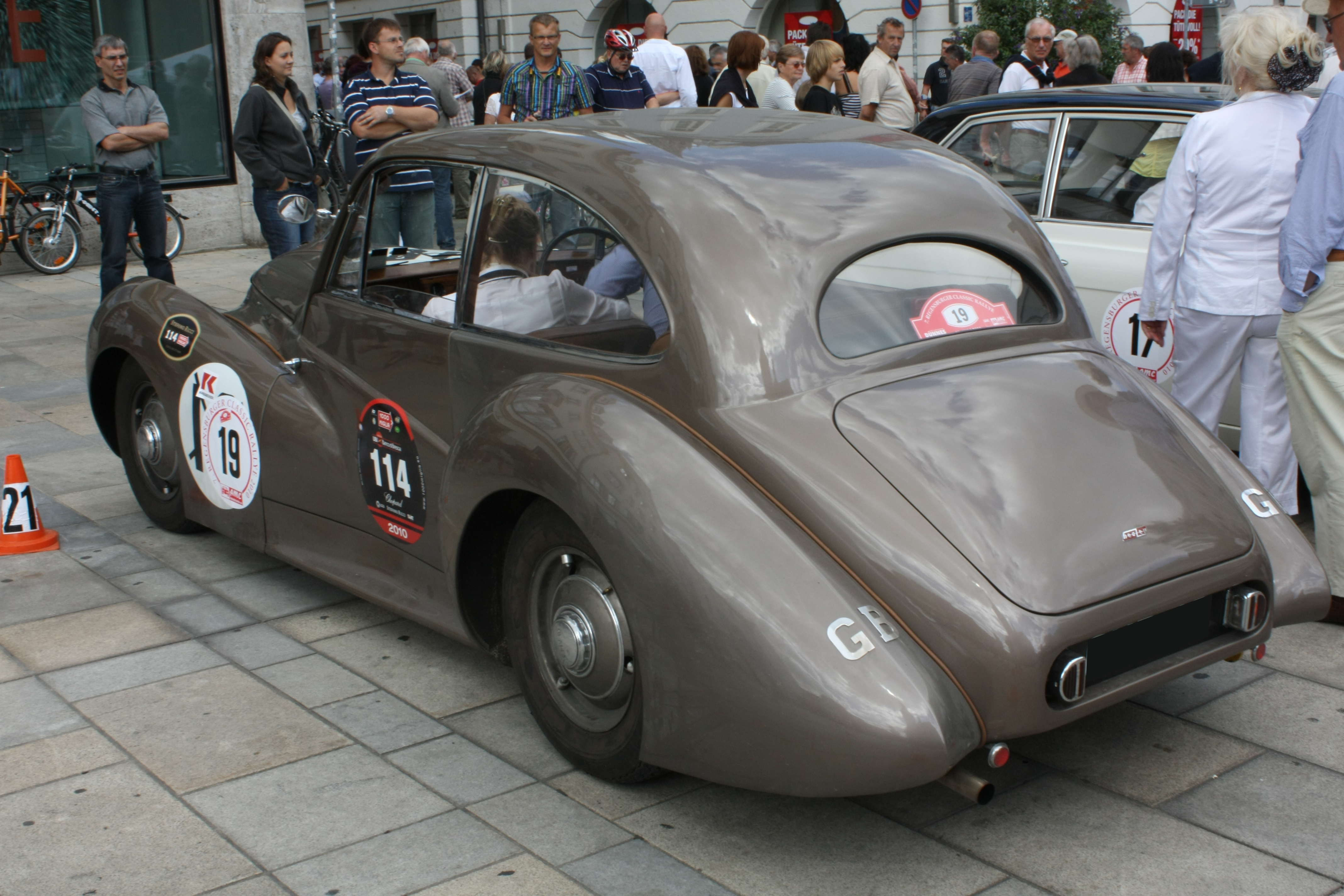
Elliott
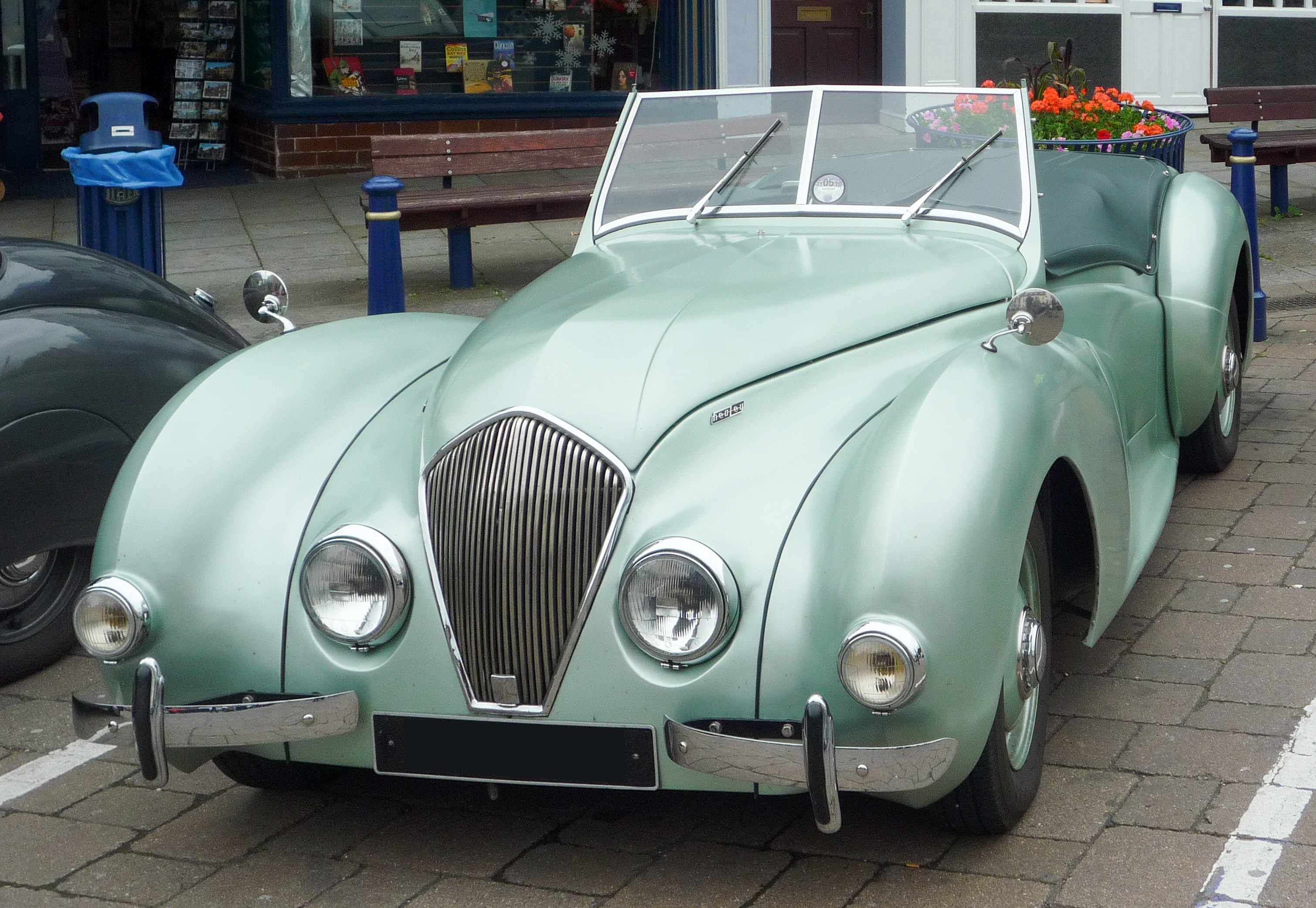
Westland
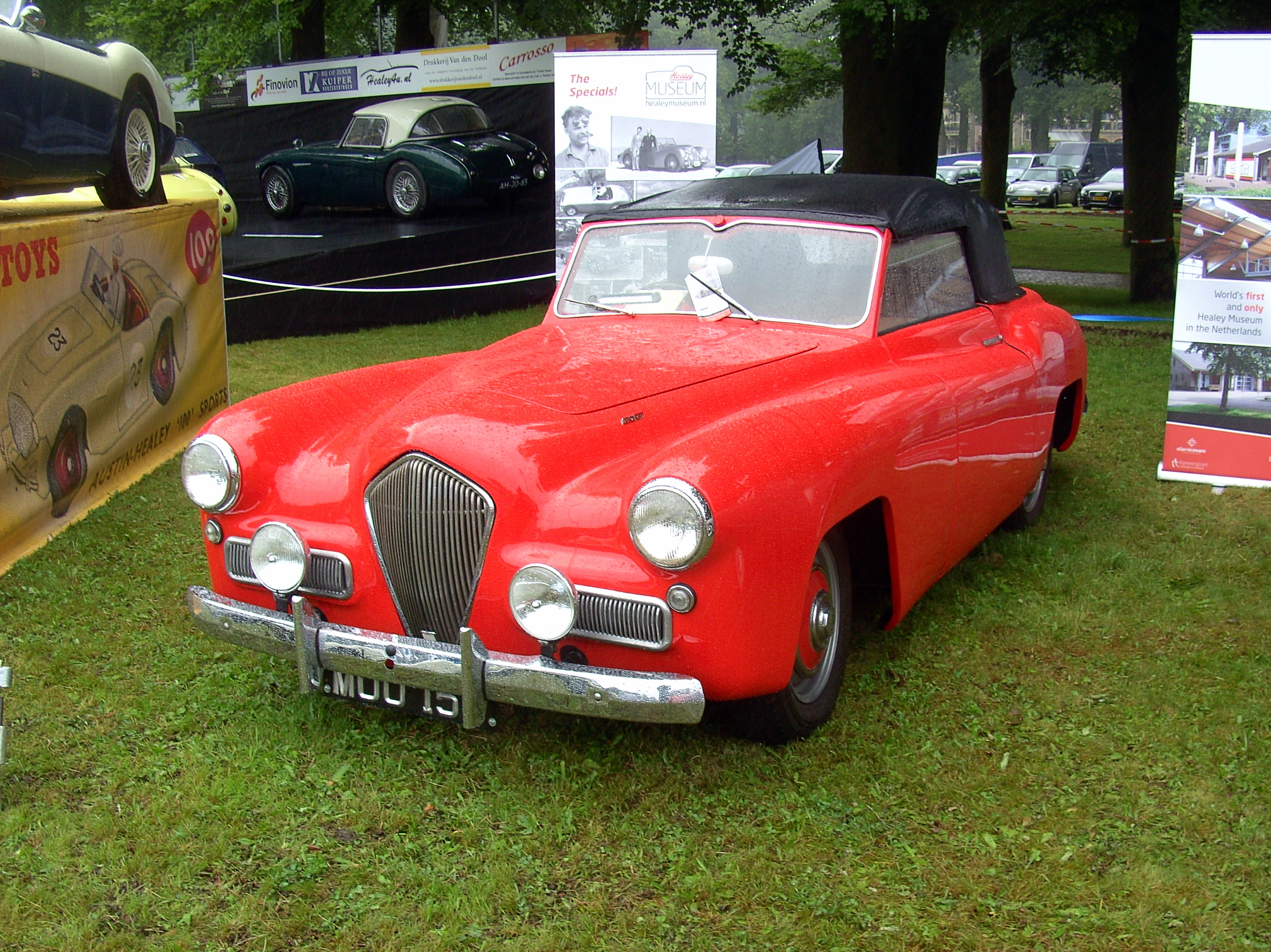
Sportsmobile
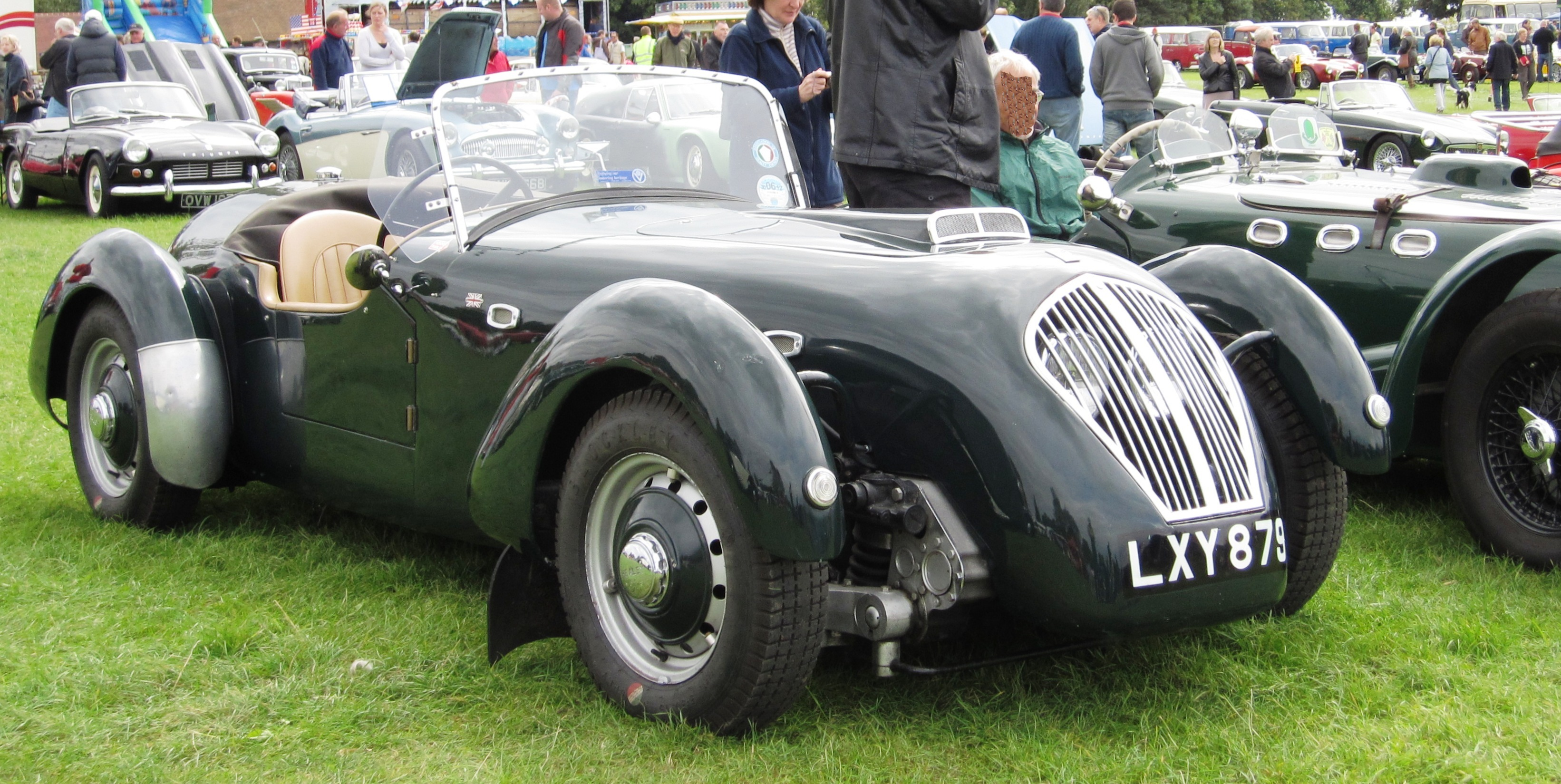
Silverstone
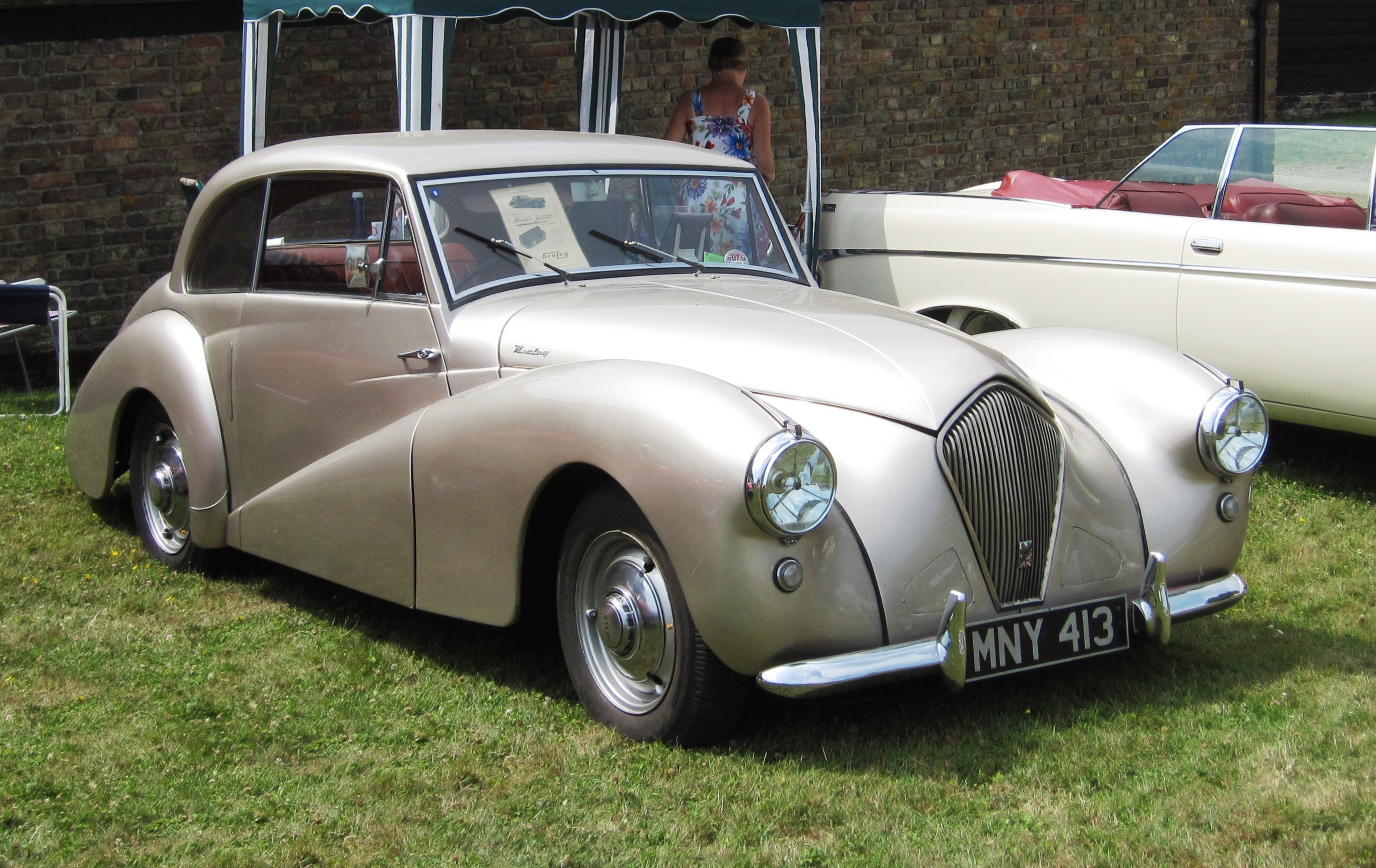
Tickford de dos puertas

### Healey Silverstone
El siguiente lanzamiento fue un automóvil deportivo de alto rendimiento, el Healey Silverstone, que apareció en 1949. Tuvo tanto éxito, que le permitió llegar a un acuerdo para su producción en serie con la empresa estadounidense Nash Motors.

## Nash

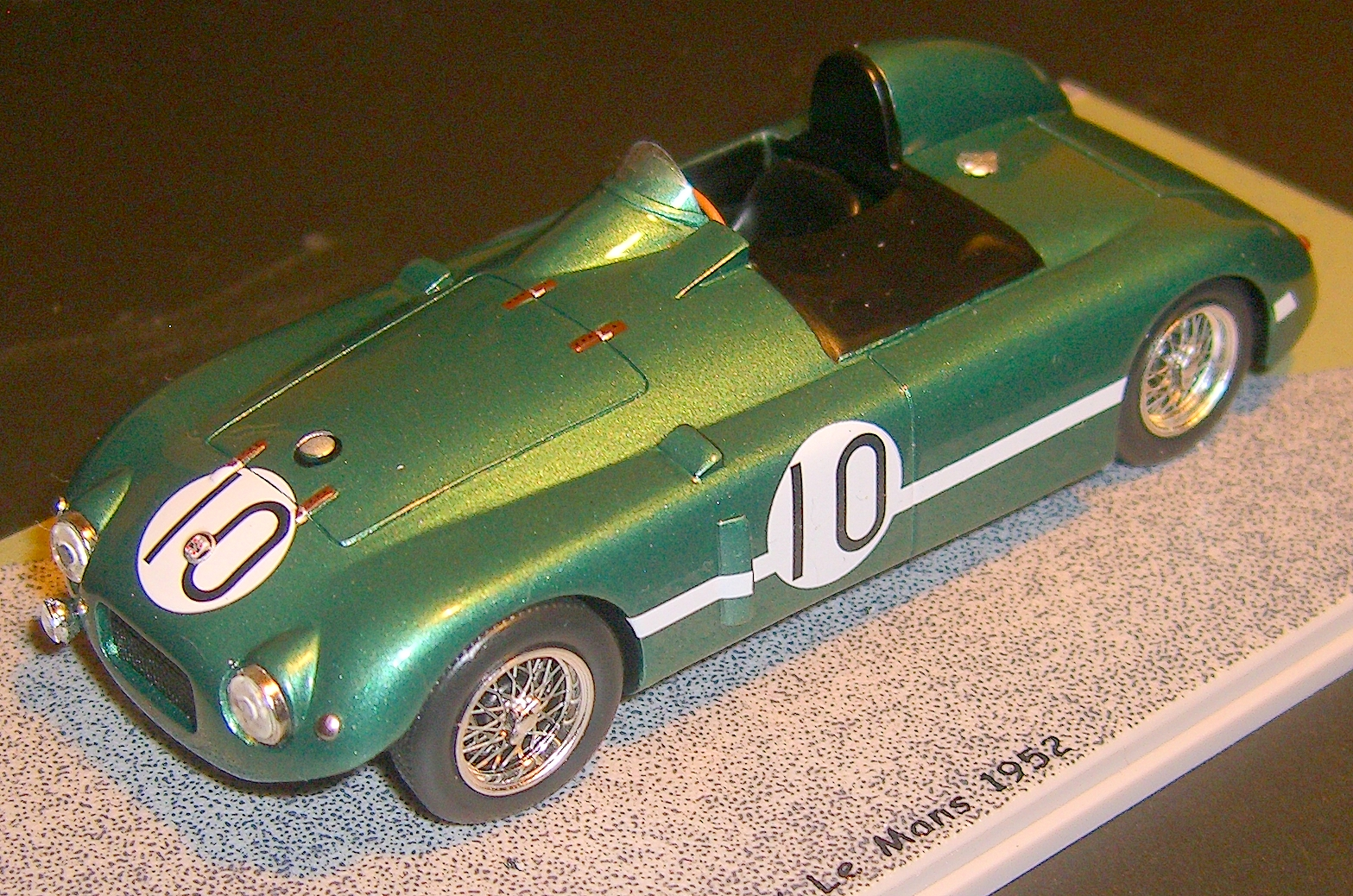
Modelo a escala del Nash-Healey ligero inscrito en la carrera de las 24 Horas de Le Mans de 1952

En 1949, Healey llegó a un acuerdo con George W. Mason (presidente de Nash Motors) para construir automóviles deportivos Healey con motor Nash. La primera serie de biplazas se construyó en 1951, siendo diseñados por Healey con el estilo y la aerodinámica concebidos por Benjamin Bowden, que utilizaría el mismo estilo envolvente en el Zethrin Rennsport un año después. El motor del Nash-Healey era un Nash Ambassador de 6 cilindros en línea, la carrocería era de aluminio y el chasis era el del Healey Silverstone. Sin embargo, Pininfarina rediseñó la carrocería para 1952 y se hizo cargo de la producción de la nueva carrocería de acero.
Donald Healey condujo un Nash-Healey en Le Mans en 1950. El coche de los miembros del equipo Duncan Hamilton y Tony Rolt terminó cuarto en la general, después de sufrir graves daños mecánicos al ser golpeado por detrás por un Delage sin frenos. Donald Healey también condujo un Nash-Healey en las Mille Miglia de 1950 a 1952. Terminó primero en su clase en la categoría abierta de más de 2000 cc y recibió el Trofeo Franco Mazzotti Coppia Del Mille Miglia copilotando un Nash.

## Austin-Healey

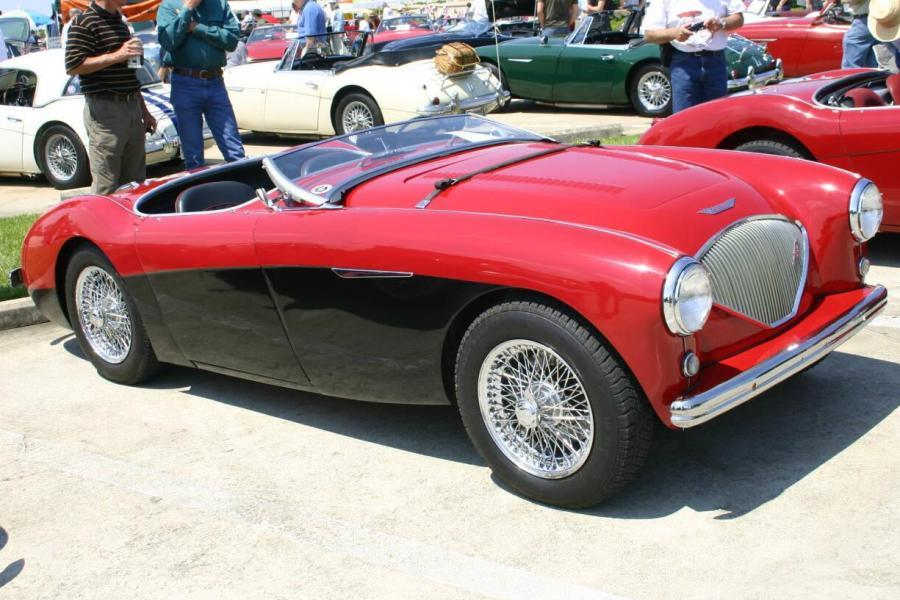
Austin-Healey 100M

Hasta entonces, todos los Healey habían sido coches caros. Donald Healey quería producir un automóvil deportivo capaz de alcanzar 100 millas por hora (161 km/h) relativamente económico. Desarrolló el Austin-Healey 100, usando como base la mecánica de un Austin en lugar del motor Riley de 2.5 litros y la caja de cambios que Tait había desarrollado anteriormente, y lo presentó en el Salón del Automóvil de Earls Court de octubre de 1952 en Londres. La fusión Morris-Austin había provocado la decisión de BMC de eliminar gradualmente la unidad (Morris) Riley. Su nueva fábrica, Cape Works, no podía satisfacer la demanda, por lo que los Austin-Healey fueron fabricado bajo un acuerdo de licencia por British Motor Corporation en sus plantas de Longbridge. Se construyeron un total de 74.000 Austin Healey 100, más del 80% para la exportación.
En ese momento Nash y Austin estaban trabajando juntos en el proyecto que se convirtió en el modelo Metropolitan.
En 1956 se convirtió en el 19º piloto en superar la barrera de las 200 millas por hora (321,9 km/h) con un Austin Healey 100-Six.

## Consultor automotriz
Donald Healey formó una consultoría de diseño en 1955. Uno de los resultados de su trabajo fue el Austin-Healey Sprite, que comenzó a producirse en 1958.

## Jensen-Healey

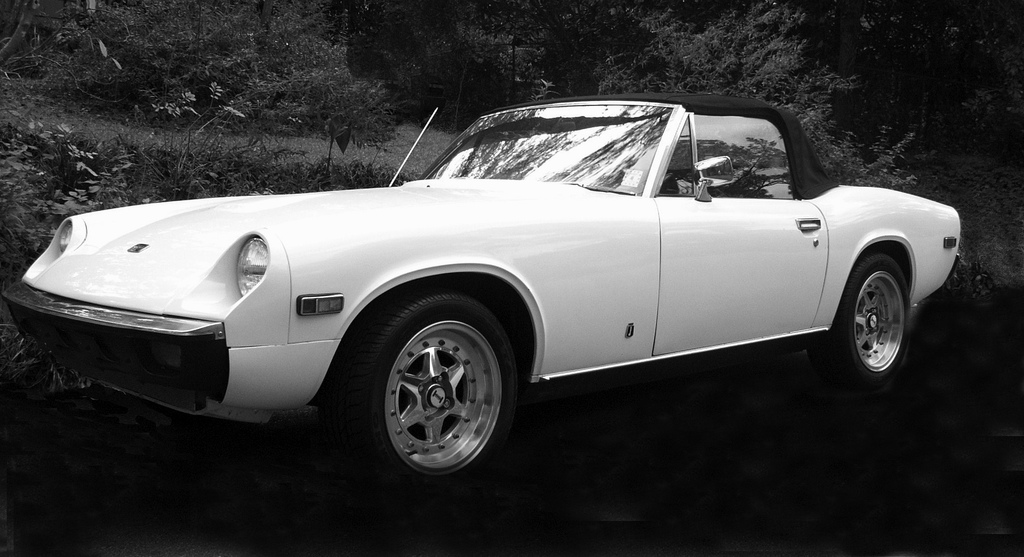
Jensen-Healey 1972–1976

El acuerdo de producción con BMC finalizó en 1967. En 1970, Healey se convirtió en presidente de Jensen Motors con el apoyo entusiasta de los principales distribuidores de Austin-Healey de EE. UU. Esta fue una relación larga y fructífera para Healey, en parte porque Jensen había estado fabricando carrocerías para Austin-Healey desde la desaparición en 1952 del Austin A40 Sports. El primer proyecto de Healey con un Jensen fue rediseñar el Jensen 541S con un motor V8 en 1961, siendo el automóvil resultante uno de los favoritos de Healey. Diez años después, Healey ayudó a diseñar el Lotus con motor Jensen-Healey junto con el diseñador de Lagonda William Towns, con el fin de reemplazar al Austin-Healey, que BMC estaba dejando de producir.
Diseñó este nuevo Jensen-Healey usando un tren de rodadura Vauxhall, desarrollando prototipos con motores Vauxhall y Ford, que tenían potencia insuficiente, no encajaban en el capó inclinado o no podían cumplir con los estándares de emisiones establecidos en EE. UU. En última instancia, se decidió por el motor Lotus 907, un propulsor completamente de aluminio con árbol de levas gemelo de 4 válvulas por cilindro.
Por entonces rechazó las ofertas de Saab y de Ford para producir un nuevo automóvil deportivo.

## Vida posterior

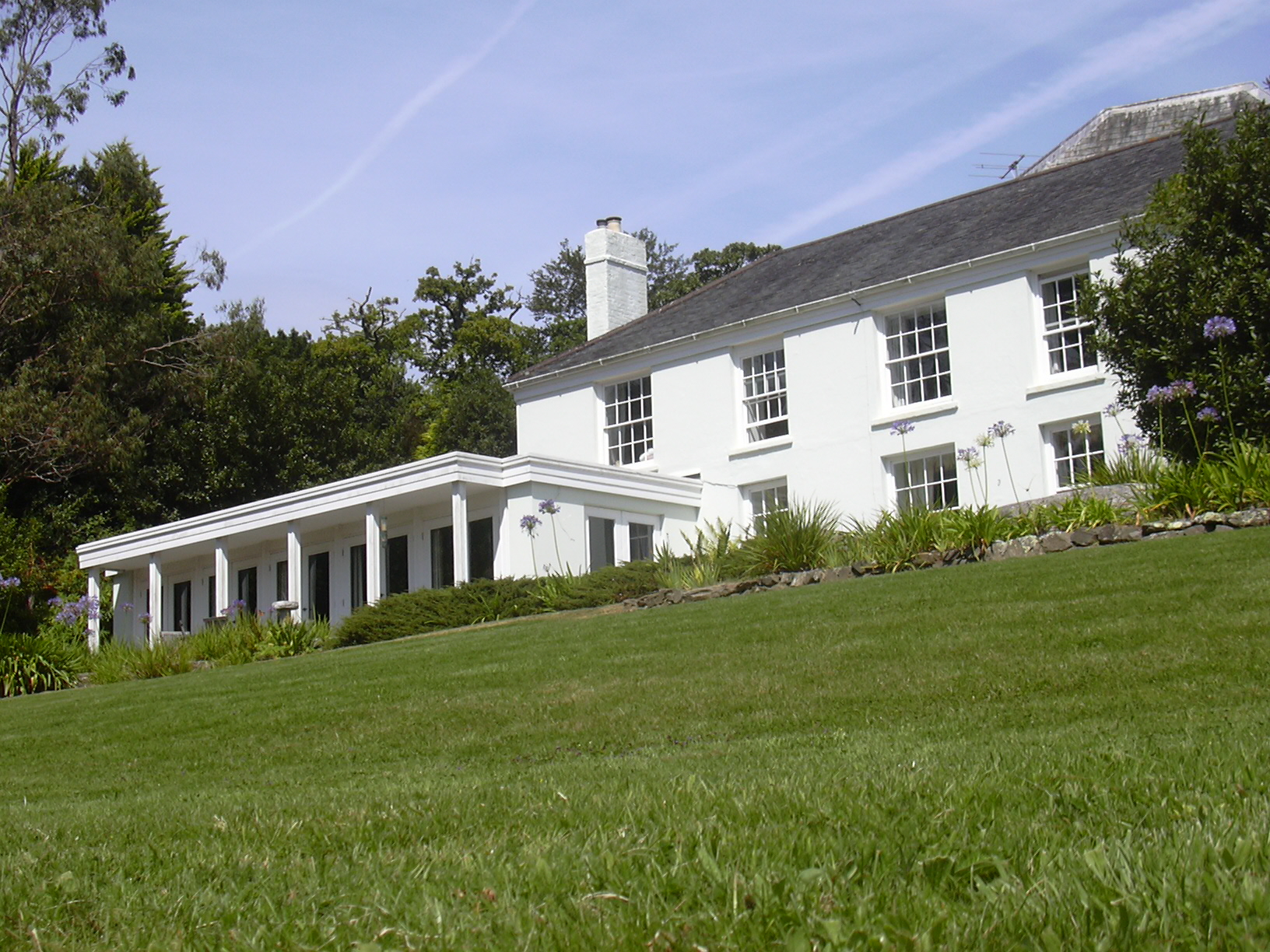
Trebah

En 1961, Healey compró 27 acres (10,9 ha) en la propiedad de Trebah, cerca de Falmouth (Cornualles), donde llevó a cabo una serie de proyectos ambiciosos, incluida la construcción de invernaderos comerciales para cultivar orquídeas, así como una propuesta para construir inflables de rescate aéreo/marítimo. Demolió el atraque de hormigón de la playa de Polgwidden Cove (habilitado para la invasión del Día D durante el desembarco Aliado en Normandía) y reutilizó el material obtenido para pavimentar un camino empinado desde la casa hasta la playa. (Hibbert, 2005). Vendió Trebah en 1971. Su hijo, Geoffrey, nacido en 1922 y exalumno de la Warwick School, escribió varios libros sobre automóviles.

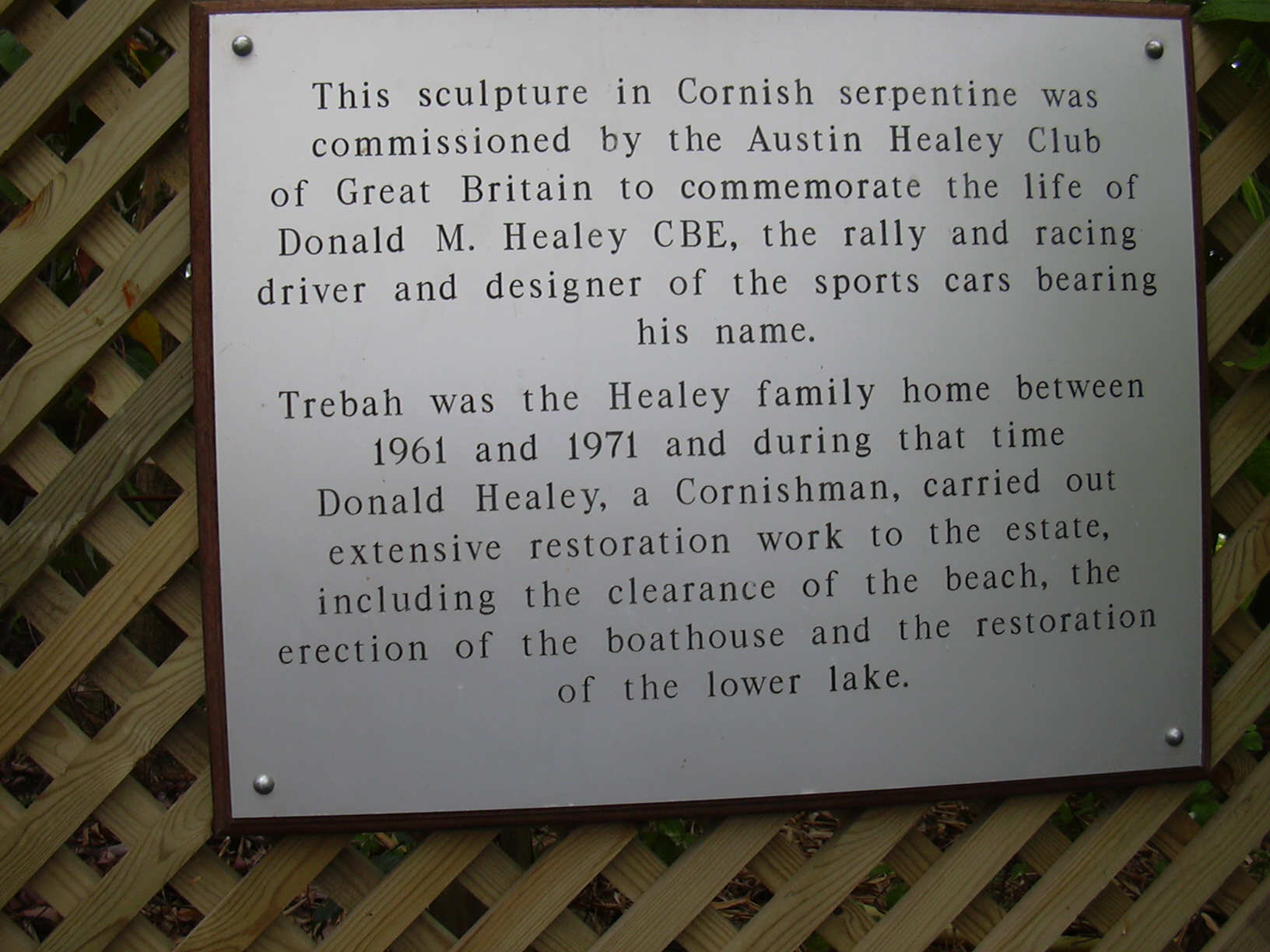
Placa que describe y explica el Monumento a Donald Healey en Trebah Gardens

Donald Healey murió en Truro a la edad de 89 años. El Austin-Healey Club de América le dedicó una ventana conmemorativa en la iglesia de San Miguel de Perranporth. El Austin Healey Club también ha colocado un pequeño monumento en forma de automóvil deportivo y con una placa inscrita en honor de Donald Healey, junto al Centro de Visitantes en el jardín de Trebah, que ahora está abierto al público.
Su obituario en The Times señaló que "Healey era un hombre pequeño y rechoncho con una sonrisa destellante y que se mantenía inmensamente en forma, y había sido, en su día, un experto esquiador acuático".

## Reconocimientos
- En 1962 recibió la Médaille de l'Éducation Physique et des Sports (1ère Cl.) en Mónaco.
- Por sus "servicios de exportación", Healey fue nombrado Comandante de la Orden del Imperio Británico (CBE) por reina Isabel II en 1973.[12]
- En 1996, fue incluido en el Salón de la Fama del Automovilismo Internacional.[12]